# Арарат (футбольный клуб, Москва)
«Арарат» — российский футбольный клуб из Москвы. Основан в 2017 году, расформирован 5 февраля 2020 года.

## История
Футбольный клуб «Арарат» был создан в конце марта 2017 года при поддержке Ассоциации армянской молодёжи Москвы. Команда была названа в честь одноимённого ереванского клуба. Клуб стартовал в соревнованиях зоны «Москва» 2017 года третьего дивизиона. Домашней ареной команды являлся стадион «Спартаковец» имени Н. П. Старостина.
30 мая 2017 года клуб получил лицензию РФС на выступление в зоне «Центр» второго дивизиона в сезоне 2017—2018, в тот же день контракт с командой подписал бывший нападающий сборной России Роман Павлюченко. 7 июня клуб подписал ещё одного бывшего игрока сборной — Алексея Ребко, 9 июня Марата Измайлова, а 26 июня — Игоря Лебеденко.
Главным тренером команды был назначен 45-летний специалист Сергей Булатов, подписавший соглашение с клубом на 1 год. Однако 30 июля 2017 года он покинул свой пост с официальной формулировкой «по семейным обстоятельствам». Исполняющим обязанности главного тренера был назначен 31-летний Аркадий Имреков, руководивший командой до прихода Булатова. 16 августа пост главного тренера занял Александр Григорян.
В сезоне ПФЛ 2017/2018 перед командой была поставлена задача выхода в ФНЛ. Домашние матчи команда стала проводить на главной арене стадиона имени Эдуарда Стрельцова, имеющей натуральное травяное покрытие.
31 августа 2017 года стало известно, что президент клуба Валерий Оганесян написал заявление об уходе с должности по состоянию здоровья и улетел в Грузию. Финансовая проверка показала, что перед этим он снял со счёта клуба 20 миллионов рублей без соответствующих документов, в связи с чем началась доследственная проверка. Главный тренер команды Александр Григорян заявил прессе, что клуб прекратит существование после 8 сентября. 9 сентября медиаменеджер Арам Габрелянов объявил о том, что становится единственным владельцем клуба. По его словам, основное финансирование должны были обеспечить владелец группы «Ташир» Самвел Карапетян и совладелец группы «Авилон» Камо Авагумян. 26 октября Григорян, проработавший главным тренером 2 месяца и десять дней, покинул клуб, исполняющим обязанности стал Погос Галстян. Заключительные домашние матчи года команда стала проводить на стадионе «Академии „Спартак“ имени Ф. Ф. Черенкова» в Сокольниках, имеющем поле с искусственным покрытием.
28 апреля 2018 года клуб, сыграв вничью с саратовским «Соколом», досрочно, за пять туров, вышел в ФНЛ.
После сезона 2017/18 команда отказалась от участия в ФНЛ. Клуб был перебазирован в Армению, где объединился с командой «Арарат Москва» (переименованная в декабре 2017 года и выступавшая в первой лиге «Аван Академия») и уже под названием «Арарат-Армения» получил право на участие в чемпионате Армянской Премьер-лиги сезона-2018/19.
В январе 2019 года было объявлено о возобновлении существования клуба, который стартовал в первенстве ПФЛ 2019/20.
5 февраля 2020 года на заседании РФС было принято решение об отзыве лицензии и исключении клуба из числа участников первенства ПФЛ 2019/20.

## Результаты
| Первенство России | Первенство России     | Первенство России | Первенство России | Первенство России | Первенство России | Первенство России | Первенство России | Первенство России | Кубок России | Вторая команда (ЛФК) | Вторая команда (ЛФК)          | Вторая команда (ЛФК) |
| Сезон             | Лига                  | Место             | И                 | В                 | Н                 | П                 | Мячи              | О                 | Кубок России | Кубок Москвы         | III дивизион, Москва          | Сезон                |
| ----------------- | --------------------- | ----------------- | ----------------- | ----------------- | ----------------- | ----------------- | ----------------- | ----------------- | ------------ | -------------------- | ----------------------------- | -------------------- |
| 2017/18           | Первенство ПФЛ, Центр | 1 из 14           | 26                | 19                | 6                 | 1                 | 52-17             | 63                | 1/16 финала  | 1/2 финала           | «Арарат-2» — 14-е место из 16 | 2017                 |
| 2019/20           | Первенство ПФЛ, Центр | 8 из 14           | 17                | 7                 | 2                 | 8                 | 34-36             | 23                | 1/32 финала  | 1/8 финала           | «Арарат-М» — 12-е место из 16 | 2019                 |

1. ↑  Вторая (молодёжная) команда. Начинала сезон в любительских соревнованиях 2017 и 2019 годов главная команда.

## Достижения
ПФЛ (зона «Центр»)
- Победитель (1): 2017/2018

Кубок России
- 1/16 финала (1): 2017/2018

## Главные тренеры
- по 6 июня 2017 —  Аркадий Имреков[англ.]
- 7 июня — 30 июля 2017 —  Сергей Булатов
- 30 июля — 15 августа 2017 —  Аркадий Имреков[англ.] (и. о.)
- 16 августа — 26 октября 2017  Александр Григорян
- 26 октября — 19 ноября 2017  Погос Галстян (и. о.)
- 19 ноября 2017 — 2018 —  Игорь Звездин (официальных матчей не проводил)
- 2018 —  Максим Букаткин
- 18 апреля 2019 — 8 июня 2019  Александр Коротков[англ.] (и. о.)[22]
- 8 июня — конец июля 2019 —  Максим Букаткин[23] (первые два тура)
- 2019, с августа —  Василий Рожнов (с третьего тура)